# Die Nachbarn (Tschechow)

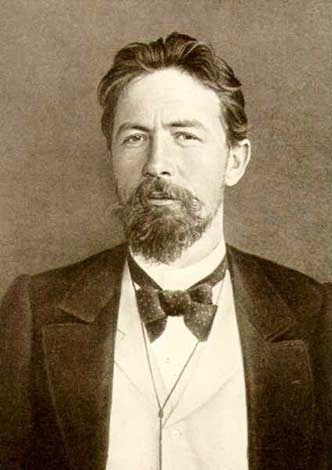
Anton Tschechow

Die Nachbarn (russisch Соседи, Sossedi) ist eine Erzählung des russischen Schriftstellers Anton Tschechow, die in der monatlichen Literaturbeilage 7/1892 der Sankt Petersburger Wochenzeitung Nedelja erschien.
John Josephsohn übertrug den Text 1911 ins Deutsche.

## Inhalt
In Russland auf dem Lande: Der 41-jährige magere Grigori Wlassitsch und der 28-jährige korpulente Pjotr Michailytsch Iwaschin sind Gutsnachbarn. Pjotrs Schwester, die 22-jährige verwöhnte und elegante Sinaida Michailowna – Sina genannt – ist zu Wlassitsch, einem verheirateten Mann, gezogen.
Sina lässt eine Woche nach ihrem Weggang einen Brief an ihre Mutter Anna Nikolajewna Iwaschina überbringen. Pjotr fängt den Boten ab, erkennt an der Handschrift die Absenderin, zerreißt die Postsache ungeöffnet und reitet schnurstracks zu seinem Nachbarn. Den Schuft Grigori, der die Schwester entführt und verführt hat, will er zuerst ohrfeigen und darauf zum Duell fordern. Frechheiten will er dem Verführer sagen und ihn in Sinas Beisein mit der Reitpeitsche züchtigen.
Im Nachbarsgut angelangt, ist der angestaute Zorn bei der Begrüßung Grigoris bereits verflogen. Pjotr sagt halblaut und vom forschen Ritt keuchend: „Grigori, du weißt, ich habe dich gern gehabt und konnte meiner Schwester keinen besseren Mann wünschen, aber was geschehen ist, ist schrecklich!“
Freund Wlassitsch ist sich keiner Schuld bewusst. Er verehre Sina. Pjotr rät zur Heirat. Das ist ein Ding der Unmöglichkeit. Grigoris Ehefrau, die sich in der Stadt mit Männern herumtreibt, verlangt für ihre Einverständniserklärung zu der Trennung fünfundsiebzigtausend Rubel. Grigori hat sein Gut heruntergewirtschaftet und ist verschuldet.
In dem Rededuell kommt Pjotr gegen Wlassitsch nicht an. Anton Tschechow schreibt dazu: „Pjotr... liebte Wlassitsch trotz allem, er spürte in ihm irgendeine Kraft, und merkwürdigerweise hatte er niemals den Mut, ihm zu widersprechen.“
Pjotr bittet die Schwester, sie möge sich bei der Mutter entschuldigen. Sina weiß nicht wofür.
Als die zwei verliebten Fußgänger den Reiter ein Stück seines Heimwegs begleiten, meint der Reiter, diese Zwei an seiner Seite seien unglücklich über ihren irreparablen Irrtum. Zum Abschied sagt Pjotr zur Schwester: „Du hast recht, Sina. Du hast gut gehandelt.“ Während Grigori und Sina längst kehrt gemacht haben, schilt sich der zaghafte Pjotr im Heimreiten kleinmütig und schwach. Er sagt sich, er sei losgeritten, um ein Problem zu lösen, habe es aber kompliziert. Pjotr stellt sich Sinas Schwangerschaft vor und fürchtet sich vor der Mutter. Wie wird Mama dieses Problem lösen? Anna Nikolajewna Iwaschina wird in Bälde vor Kummer sterben.

## Selbstzeugnis
Anton Tschechow am 4. Juni 1892 zur Entstehung des Textes: „Ich schreibe mit Vergnügen und finde Befriedigung im Prozeß des Schreibens selbst, der aber geht mir nur mühselig und langsam von der Hand.“

## Rezeption
Der mit dem Autor befreundete Maler Ilja Repin hat den Sammelband Erzählungen und Novellen mit dem Text darin gelobt.

## Deutschsprachige Ausgaben

### Verwendete Ausgabe
- Die Nachbarn. Aus dem Russischen übersetzt von Ada Knipper und Gerhard Dick, S. 103–124 in: Anton Tschechow: Weiberwirtschaft. Meistererzählungen, Band aus: Gerhard Dick (Hrsg.), Wolf Düwel (Hrsg.): Anton Tschechow: Gesammelte Werke in Einzelbänden. 582 Seiten. Rütten & Loening, Berlin 1966 (1. Aufl.)